# عبد العزيز زناقي
عبد العزيز زناقي (1877 في تلمسان -1932) هو رجل أدب ورحّالة، بدأ حياته و أنهاها في تلمسان، مدينة أجداده.

## سيرة شخصية
كان عبد العزيز زناقي طالبًا في مدرسة تلمسان ومدرسة الجزائر العاصمة في نهاية التاسع عشر. و هو حاصل على شهادة من مدرسة الجزائر وشهادة في اللغة العربية من مدرسة اللغات الشرقية بباريس. قام في بداية القرن العشرين بتدريس اللغة العربية بباريس كأستاذ معيد للغات الشرقية. و قد كان أول جزائري يتولى هذا المنصب ، خلفا لأساتذة مصريين,.
وسيشغل هذا المنصب بعده مباشرة محمد مرزوق، و هو أيضا من مدينة تلمسان و قد اتبع مثل سابقه نظامًا مزدوجًا من التعليم التقليدي والغربي. كان عبد العزيز زناقي بباريس تلميذا ومتعاونا مع موريس غاودفروي ديمومبين، حيث أجرى معه أعمالًا وبحوثًا مختلفة في مجال اللسانيات والتاريخ والحضارة العربية الإسلامية. و قد تعاون أيضا مع ماركيز دي سيكونزاك (Marquis de Segonzac) حيث رافقه إلى المغرب في مهمة علمية برعاية الجمعية الجغرافية و الجمعية الفرنسية لتقدم العلوم والعديد من الجمعيات,.
كان عبد العزيز زناقي على علاقات وثيقة مع نخبة المثقفين الفرنسيين في ذلك الوقت، و قد كان الكثير منهم يتحدث العربية بطلاقة و كان يتحدث معهم بأريحية إما بالفرنسية أو العربية. و كان بالتالي يلاحظ حالة تقدم العلوم و المجتمع في فرنسا. وقد كان أيضا شاعرا يحظى بتقدير شيوخ الموسيقى الأندلسية بتلمسان، حيث ألّف عدة قصائد يمكن تصنيف بعضها في النوع الشعري الموسيقي المعروف باسم الحوزي.

## الحقائق والأفعال
نشر عبد العزيز زناقي عدة مقالات ، باللغتين الفرنسية والعربية ، بما في ذلك «قصة باللهجة التلمسانية» (Récit en dialecte Tlemcénien) في المجلة الآسيوية. و قد جعله هذا العمل الأدبي من رواد استخدام اللغة العربية المحكية في الأدب والأغاني والقصائد والكتابات اليومية,. شغل عدة مناصب تتعلق بتدريس اللغة العربية وآدابها في باريس بفرنسا و في الجزائر. أصبح عبد العزيز زناقي بعد ذلك أستاذا في مدرسة تلمسان. ساهم مع مثقفين آخرين من المنطقة المغاربية في ظهور التيار الوطني. قام بتأليف العديد من القصائد التي لم تنشر و التي كلّفته النفى مدى الحياة في باريس.

## المنفى في باريس
شارك عبد العزيز زناقي في الدفاع عن فرنسا ضد ألمانيا خلال الحرب العالمية الأولى و خرج منها سالما. حيث سعى بعد الحرب مع الكثير من رفاقه إلى تحسين وضع الجزائريين، كما وعدتهم فرنسا قبل التجنيد الإجباري. اشتُبه في انتماءه إلى التيار الوطني ونفي إلى باريس. في نهاية حياته سمحت له السلطات الفرنسية بالعودة إلى مسقط رأسه تلمسان ليموت هناك.

## فهرس
Rabia Tazi, Annick Zennaki, Méditerranée, rêve d'impossible ? Un intellectuel algérien au début du siècle, roman historique, Paris, L'Harmattan, octobre 2012, 236 pages (ردمك 978-2-336-00091-6)